# 先鋒號電力動車組
DJF2型“先锋号”电力动车组是中国铁路的动力分散式电力动车组车型之一，由南京浦镇车辆厂、上海铁道大学、铁道部科学研究院、株洲电力机车研究所等单位于2001年研制成功，为中国“九五”国家重点科技攻关项目之一；该电力动车组采用交流传动技术、三菱电机IPM牵引变流器、国产微机网络控制系统，列车总功率为4800千瓦，设计速度为200公里/小时，最高试验速度达到292.8公里/小时。

## 发展历史

### 背景
在1990年代初以前，中国铁路的旅客列车速度长期停留在120公里/小时以下的水平，并面对着来自高速公路和航空运输的严峻挑战。1990年，中华人民共和国铁道部决定以广深铁路作为试验区段，对既有线路进行技术改造，以时速160公里的准高速铁路作为突破口，为未来发展高速铁路进行探索和试验。1994年12月，广深准高速铁路正式开通并投入运营，为中国自1995年开始的全面提速战略提供了坚实的技术基础；经过多次提速试验后，于1997年4月1日在三大铁路干线实现中国铁路第一次大面积提速。
为了进一步提高铁路客运的竞争力，中国铁道部决定向时速200公里/小时的高速铁路领域进军。中国第九个五年计划期间，“高速铁路实验工程前期研究”和“200km/h电动旅客列车组和动力分散交流传动电动车组研究”被国家计委列入“九五”国家重点科技攻关项目，其中子项目“200km/h电动旅客列车组”即为1999年研制成功的DDJ1型电力动车组，而“200km/h动力分散交流传动电动车组”即为后来的先锋号电力动车组。

### 研制
“200km/h动力分散交流传动电动车组”由南京浦镇车辆厂、铁道部科学研究院、株洲电力机车研究所、大同机车厂、永济电机厂、上海铁道大学、长沙铁道学院等单位共同研制，浦镇车辆厂为总体研制单位。技术攻关课题包括动力转向架、非动力转向架、制动系统、牵引电动机、牵引变压器、控制系统、交一直一交传动、主电路、辅助电路、电动车组总体研制等10个，最终目标是试制出一列6辆编组的动力分散式交流传动电力动车组，能够在既有铁路线上以160～200公里/小时的速度营运，也可在以后的高速铁路客运专线上运行，设计最高试验速度为250公里/小时。列车借鉴了日本新幹線300系、E2系电力动车组的技術，采用三菱电机的IPM牵引逆变器；列车设有一等軟座车1辆，二等软座车5辆，編組总定員424人。
1999年中，浦镇车辆厂已完成列车的总体技术设计，并通过了铁道部的技术评审；同年8月开始投料试制；至2000年6月，电力动车组已进入钢结构总成阶段，高速转向架也开始试验。2000年12月，浦镇厂完成了列车试制和组装，进入调试阶段，并通过了铁道部的专题验收。

### 试验
2001年5月23日，被命名为“先锋号”的电力动车组在南京浦镇车辆厂出厂；同月25日，列车被送抵中国铁道科学研究院北京环形铁道试验基地开始进行综合性能试验。2001年8月1日至9月18日，“先锋号”电力动车组在北京环形线完成了第一阶段时速160公里/小时以下的各项型式试验和安全评估试验。2001年10月26日至11月16日期间，“先锋号”电力动车组在铁道部、广铁集团、南车集团、铁科院等单位组织下，在广深铁路进行了正线高速试验；11月10日深夜，列车在广深铁路创造出当时中国国内铁路列车最高速度纪录的249.6公里/小时。2001年12月至2002年6月，“先锋号”在广深铁路进行了为期半年多的试运营和调试。
2001年至2002年间，在秦沈客运专线正式开通运营之前，中国铁道部与铁科院在秦沈客运专线先后组织了三次综合试验，以检验秦沈线的运行安全性和可靠性，并为京沪高速铁路以及时速300公里/小时高速列车的设计提供试验数据。在2002年9月5日至12日进行的第二次综合试验中，采用了“先锋号”电力动车组作为试验车辆，进行列车的牵引、制动、列车交会、弓网关系、自动过分相等试验，和轨道、道岔、桥梁、路基、信号等地面试验项目。2002年9月10日，列车在秦沈线以时速292.8公里/小时再次刷新了“中国铁路第一速”的纪录。
“先锋号”电力动车组在运行10万公里后，中国铁道部于2002年底决定将原来6辆编组的列车扩大为9辆编组，并将“先锋号动力分散型交流传动电动车组扩编”项目列入“十五”国家重点科技攻关项目和铁道部十大科技创新项目，浦镇车辆厂的扩编技术方案于2003年3月通过了铁道部的技术审查。2003年6月，“先锋号”累计运行14.5万公里后返回浦镇厂准备进行整修和扩编改造。然而，刘志军接替傅志寰出任中国铁道部部长后，中国铁路发展政策发生重大改变，“先锋号”扩编改造的计划最终被终止。此后，根据铁道部提出的50万公里运用考核要求，“先锋号”列车经整修后自2004年2月20日起继续在秦沈客运专线进行试运行，每天从皇姑屯到山海关往返两次，车次为55201/2/3/4次。2004年10月19日，“先锋号”正式完成了50万公里运行考核试验。

### 运用
“先锋号”完成50万公里运行考核后，一直被封存于铁科院北京环形铁道。2006年12月19日，铁道部在北京召开“先锋号”电动车组阶段验收总结会，会上同意“先锋号”列车经过整修后尽快正式投入运营；同月，中国铁道部正式出资购置了“先锋号”电力动车组。2007年4月，列车返回南京浦镇车辆厂整修；同年6月6日列车由南京出发，6月8日到达重庆，并正式配属成都铁路局重庆车辆段（成局渝段），同月在遂渝铁路、达成铁路进行了模拟运行试验，最高试验速度达到170公里/小时以上。
2007年7月7日起，成都铁路局使用“先锋号”电力动车组增开重庆北至成都的T882/3次、T884/1次城际特快旅客列车，按最高运行速度160公里/小时投入运用，全程运行时间为3小时21分钟，票价按“D”字头动车组列车运价标准执行。2007年9月8日，“先锋号”成渝动车组列车发生从7月7日开行以来的首次故障，列车晚点约2小时。2008年2月至3月间，由于“先锋号”列车入库检修，成都铁路局以DJJ1型“蓝箭”电力动车组担当T882/3次、T884/1次城际特快列车。
为提高成渝城际列车的运输能力，成都铁路局于2008年12月21日调整了列车运行图，每天开行5对成都至重庆北的城际列车，其中3对由重联编组的“蓝箭”列车担当，其余2对为普通双层客车；“先锋号”列车退出成渝城际列车后改为投入渝怀铁路、遂渝铁路运行，担当重庆北至涪陵的T861/2次、重庆北至遂宁的T867/8次特快列车，其中T867/8次列车因客流量小于2009年4月1日起停运。2009年8月10日起，“先锋号”改为担当重庆北至达州的T8863/4次、成都至达州的T8865/6次特快列车，经由襄渝铁路运行，同时重庆北至涪陵的T8861/2次列车停运。同年10月30日起，“先锋号”又改为担当重庆北至达州的T8875/6次、成都至达州的T8877/8次特快列车。
2010年5月初，“先锋号”电力动车组改配属贵阳车辆段（成局贵段）并投入黔桂铁路运行；同月6日起，“先锋号”在黔桂线贵阳至麻尾区段进行非载客试运行。2010年5月26日，“先锋号”正式在贵州投入运营，担当贵阳至都匀的T8871/2次、贵阳至独山的T8873/4次特快列车，受线路条件限制列车最高运行速度为140公里/小时；同年7月1日起，“先锋号”列车运行图作出了调整，T8871/2次列车运行区段延长至独山，T8873/4次列车运行区段调整为贵阳至都匀，并增开贵阳至独山的T8875/6次列车。2010年9月20日起，由于“先锋号”电力动车组需要返厂检修而停运，贵阳至独山、都匀的3对特快列车改由“蓝箭”列车担当，但“先锋号”列车返回浦镇厂后被封存于南京北站，及後於2014年7月被下令除籍。

### 保存
DJF2（先锋号）目前保存在湖南交通工程学院。整列被分为两段。

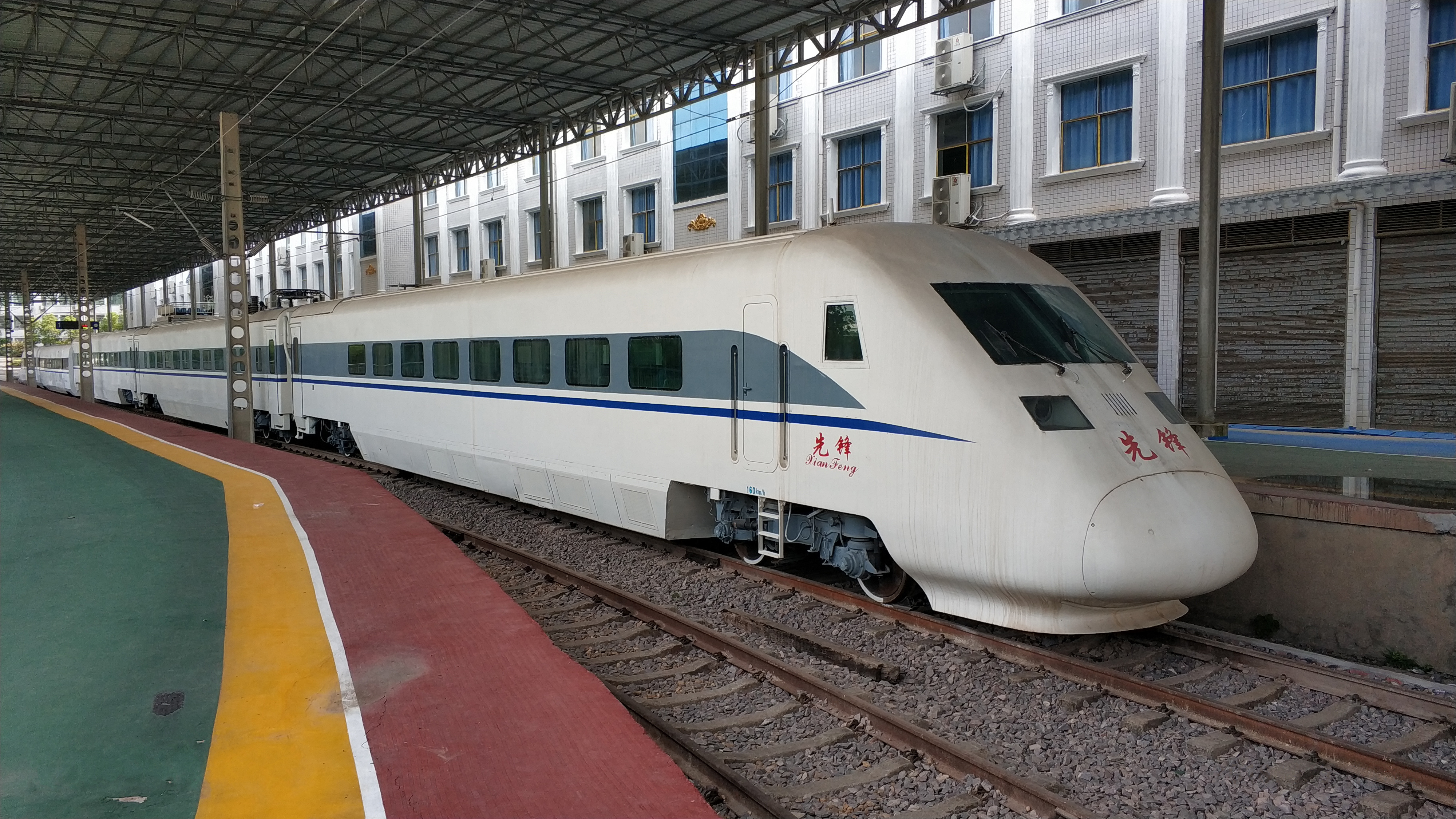
总览（其中三节）

第Ⅰ段：RZ125DD111155 RZ225DT111158（错刷为RZ225DD111158） RZ225DD111156
第Ⅱ段：RZ225DD111154（错刷为RZ125DD111154） RZ225DT111159（错刷为RZ125DD111159） RZ225DD111157（错刷为RZ125DD111157）

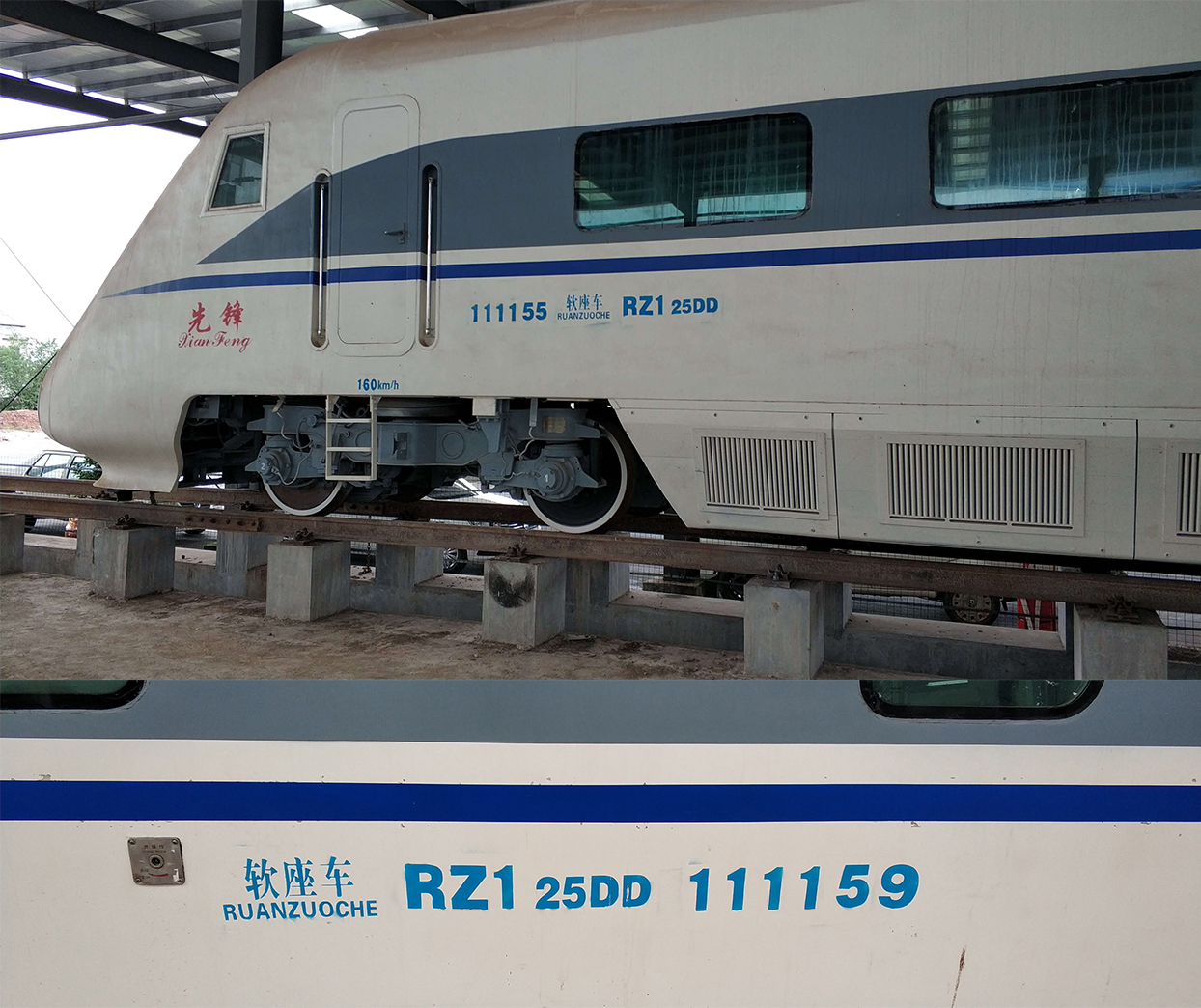
车号刷错的经典例子

当前涂装为新涂装，唯缺了下部裙板部分的蓝漆，中间多了一条蓝色飘带，修程表在喷漆时也有错误，部分车厢信息也出现了错误，并且只有在一侧有车厢号。电视剧《奔腾年代》最后一集出现以该车为背景的片段。

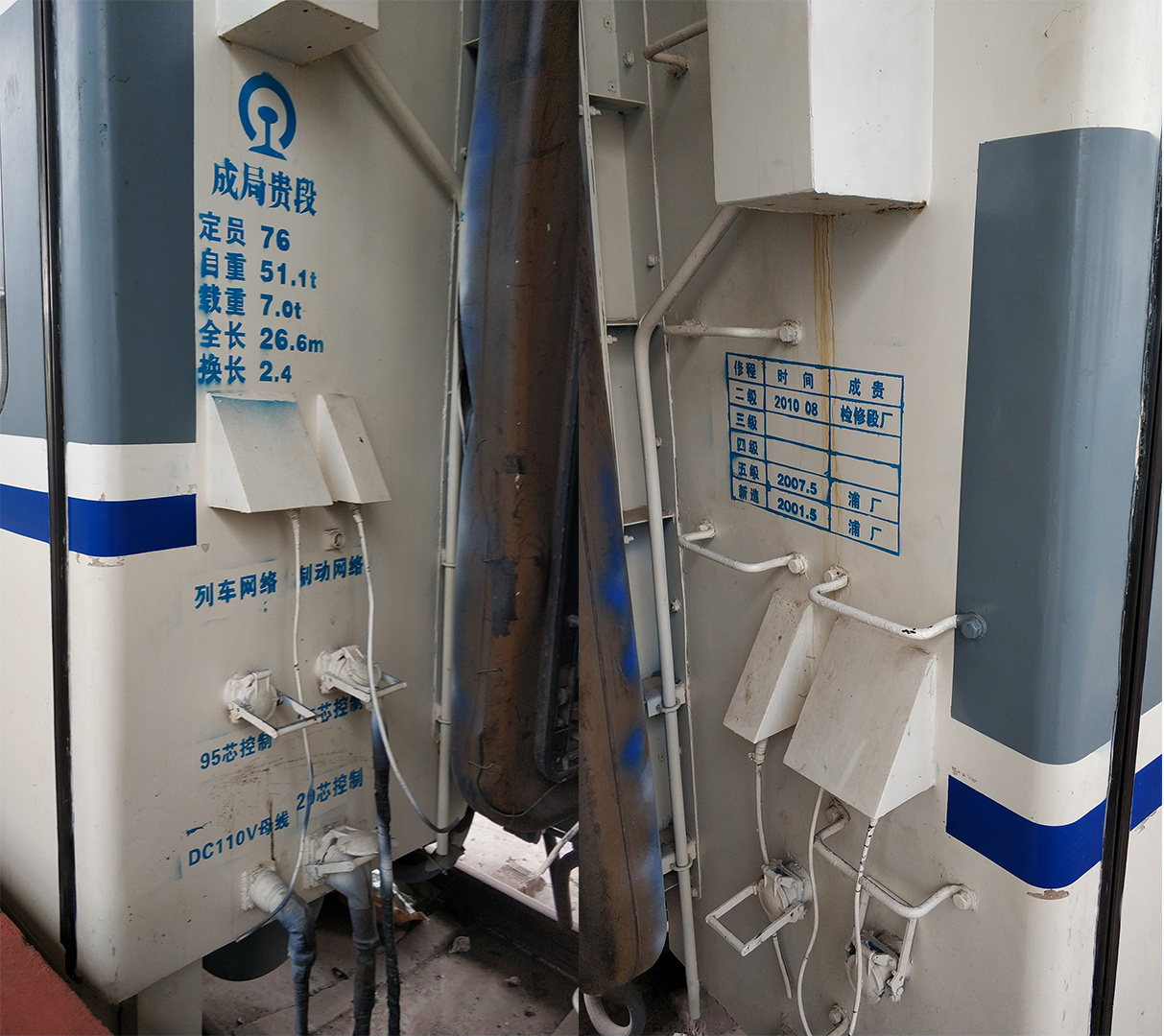
DJF2的配属及车厢信息和修程表

## 技术特点

### 总体结构
“先锋号”电力动车组为动力分散式列车组，列车编组参照了日本新干线300系电力动车组基本单元“M+T+M”形式，采用每“两动一拖”共3节车厢组成一个基本动力单元。每组列车由2个动力单元固定编组而成，其中包括2辆带司机室的动力头车、2辆设有受电弓和变压器的中间拖车、2辆中间动车，全列车牵引功率为4,800千瓦，设计构造速度为200公里/小时。列车采用高压连接及单弓受流技术，通过车顶高压电缆连接多个动力单元，列车正常运行时只需通过一个受电弓给两个单元供电，当一个受电弓出现故障可转换到另一个受电弓供电，受电弓型号为DSA200。
车厢车体采用薄壁筒形整体承载的全钢焊接结构，车头采用流线型设计的空心板梁钢结构，在前端车钩处设有可拆卸的复合材料盖板，车厢车体下部两侧并设有铝合金裙板。除两端头车前端车钩采用15号小间隙车钩外，各车厢之间均采用密接式车钩连接。全列车均采用“2+2”的软座座席布置，其中一辆头车为一等软座车，设有可旋转可倾斜式座椅；其余五辆均为二等软座车，设有可倾式座椅。除司机室侧门外，其他车门均采用电控气动外摆式塞拉门。

### 传动系统
“先锋号”电力动车组主电路采用交—直—交流电传动，每个动力单元由1辆装有主变压器的中间拖车，以及2辆装有牵引变流器和牵引电动机的动车组成。接触网导线上的25千伏工频单相交流电电流，经受电弓进入列车后，向各动力单元拖车上的主变压器供电；经过主变压器降压后分别向相邻2辆动车上的牵引变流器供电。先进入二重化四象限脉冲整流器并整流为直流电，然后经过电压为2600伏的中间直流回路，再由PWM电压型VVVF逆变器转换成三相交流电输出，向4台异步牵引电机供电，使牵引电动机产生转矩，将电能转变为机械能，经过齿轮的传递驱动轮对。
“先锋号”电力动车组采用了日本三菱电机提供的IPM（智能功率模块，Intelligent Power Module）牵引变流器，其核心技术与新干线E2系电力动车组的牵引变流器相同。牵引变流器由四象限整流器、中间直流回路、PMW逆变器三个部分组成，功率控制器件为IPM-IGBT模块（3300V／1200A），冷却方式为沸腾冷却。牵引电动机为JD106型鼠笼式三相异步牵引电动机，仿制自新干线300系电力动车组所使用的TMT系列牵引电机，额定功率为300千瓦，采用200级耐电晕绝缘系统、间接矢量磁场定向控制策略。
列车的辅助电路采用集中整流、分散逆变的方式。牵引变压器的辅助绕组输出的交流电，经相控整流器整流后输出600伏直流电源，经由每节车厢设置的2台辅助逆变器，将600伏直流电逆变为两路380伏交流电源，可为空调、电热、电茶炉以及照明等电器设备提供电源；此外，并由600伏直流电源降压为110伏直流电，提供列车控制电源。

### 控制系统
“先锋号”电力动车组的控制电路设计参照了新干线300系电力动车组控制系统，采用有接点控制电路及列车网络控制结合的方案；牵引、制动、辅机启动均采用多根重联线控制， 列车网络基本不参与控制，仅传输各部件运行中的状态数据。列车通信网络系统由列车总线和车辆总线组成，每节车厢设置一个列车总线节点，列车总线通信采用频率偏移调制方式（FSK）屏蔽双绞线贯穿全列车，车辆总线在机箱之外采用光纤连接。由于列车并未采用分布式网络控制系统，导致车内布线复杂化。

### 转向架
“先锋号”电力动车组的转向架可分为动车转向架（PW250-M）和拖车转向架（PW250-T）两种，两者除了驱动装置和制动装置的差别之外，其余部分均采用了相同结构。转向架采用H形焊接结构构架、无摇枕结构、整体辗钢直辐板式车轮。一系悬挂采用无磨耗转臂式弹性定位及轴箱弹簧；二系悬挂采用大柔度空气弹簧配垂向、横向、抗蛇行油压减振器的组合，车体重量直接坐落于空气弹簧上，通过中心销单拉杆牵引装置传递牵引力和制动力。基础制动装置采用盘式制动（动力车为轮盘制动，拖车为轴盘制动）。动力车转向架设有驱动装置，牵引电机采用架悬式全悬挂、通过鼓形齿轮联轴节驱动车轮。

### 列車編組
| 列车外观 | 旧涂装   |                                          |                                                    |                                                    |                                                    |                                                    |                                              |
| 列车外观 | 新涂装   |                                          |                                                    |                                                    |                                                    |                                                    |                                              |
| 车厢号   | 车厢号   | 1                                        | 2                                                  | 3                                                  | 4                                                  | 5                                                  | 6                                            |
| 车辆编号 | 旧编号   | XYZ 001                                  | XYZ 002                                            | XYZ 003                                            | XYZ 004                                            | XYZ 005                                            | XYZ 006                                      |
| 车辆编号 | 新编号   | RZ125DD111155                            | RZ225DT111158                                      | RZ225DD111156                                      | RZ225DD111157                                      | RZ225DT111159                                      | RZ225DD111154                                |
| 技术特征 | 型号     | RZ125DD                                  | RZ225DT                                            | RZ225DD                                            | RZ225DD                                            | RZ225DT                                            | RZ225DD                                      |
| 技术特征 | 动力分布 | ●● ●●                                    | 〇〇 〇〇                                          | ●● ●●                                              | ●● ●●                                              | 〇〇 〇〇                                          | ●● ●●                                        |
| 技术特征 | 动力单元 | ①                                        | ①                                                  | ①                                                  | ②                                                  | ②                                                  | ②                                            |
| 技术特征 | 动力配置 | 动车（Mc）                               | 拖车（Tp）                                         | 动车（M）                                          | 动车（M）                                          | 拖车（Tp）                                         | 动车（Mc）                                   |
| 技术特征 | 轴式     | Bo′Bo′                                   | 2′2′                                               | Bo′Bo′                                             | Bo′Bo′                                             | 2′2′                                               | Bo′Bo′                                       |
| 技术特征 | 主要设备 | 司机室 牵引变流器 牵引电动机             | 受电弓 主变压器                                    | 空气压缩机 牵引变流器 牵引电动机                   | 空气压缩机 牵引变流器 牵引电动机                   | 受电弓 主变压器                                    | 司机室 牵引变流器 牵引电动机                 |
| 技术特征 | 转向架   | PW250-M                                  | PW250-T                                            | PW250-M                                            | PW250-M                                            | PW250-T                                            | PW250-M                                      |
| 载员空间 | 车厢类型 | 一等软座车（2+2）                        | 二等软座车（2+2）                                  | 二等软座车（2+2）                                  | 二等软座车（2+2）                                  | 二等软座车（2+2）                                  | 二等软座车（2+2）                            |
| 载员空间 | 布置方式 | 卫生间 × 2 洗脸间、茶炉室 配电室、洁具室 | 卫生间 × 2 洗脸间、茶炉室 配电室、洁具室、乘务员室 | 卫生间 × 2 洗脸间、茶炉室 配电室、洁具室、乘务员室 | 卫生间 × 2 洗脸间、茶炉室 配电室、洁具室、乘务员室 | 卫生间 × 2 洗脸间、茶炉室 配电室、洁具室、乘务员室 | 播音室、电话间 茶炉室、电话间 配电室、小卖部 |
| 载员空间 | 定员     | 56                                       | 76                                                 | 76                                                 | 76                                                 | 76                                                 | 64                                           |

## 现状图片

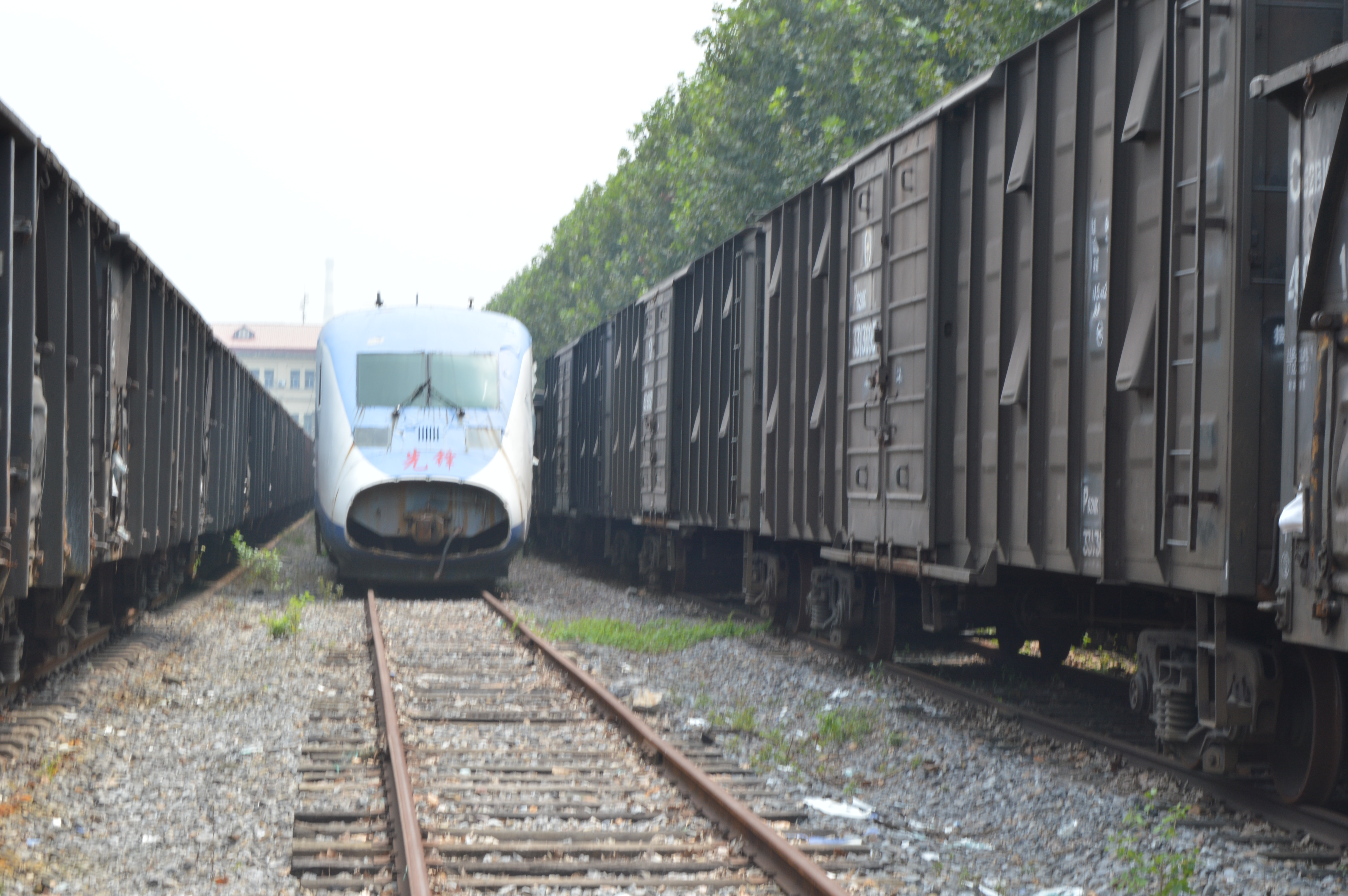
停放于南京北站的先锋号电力动车组
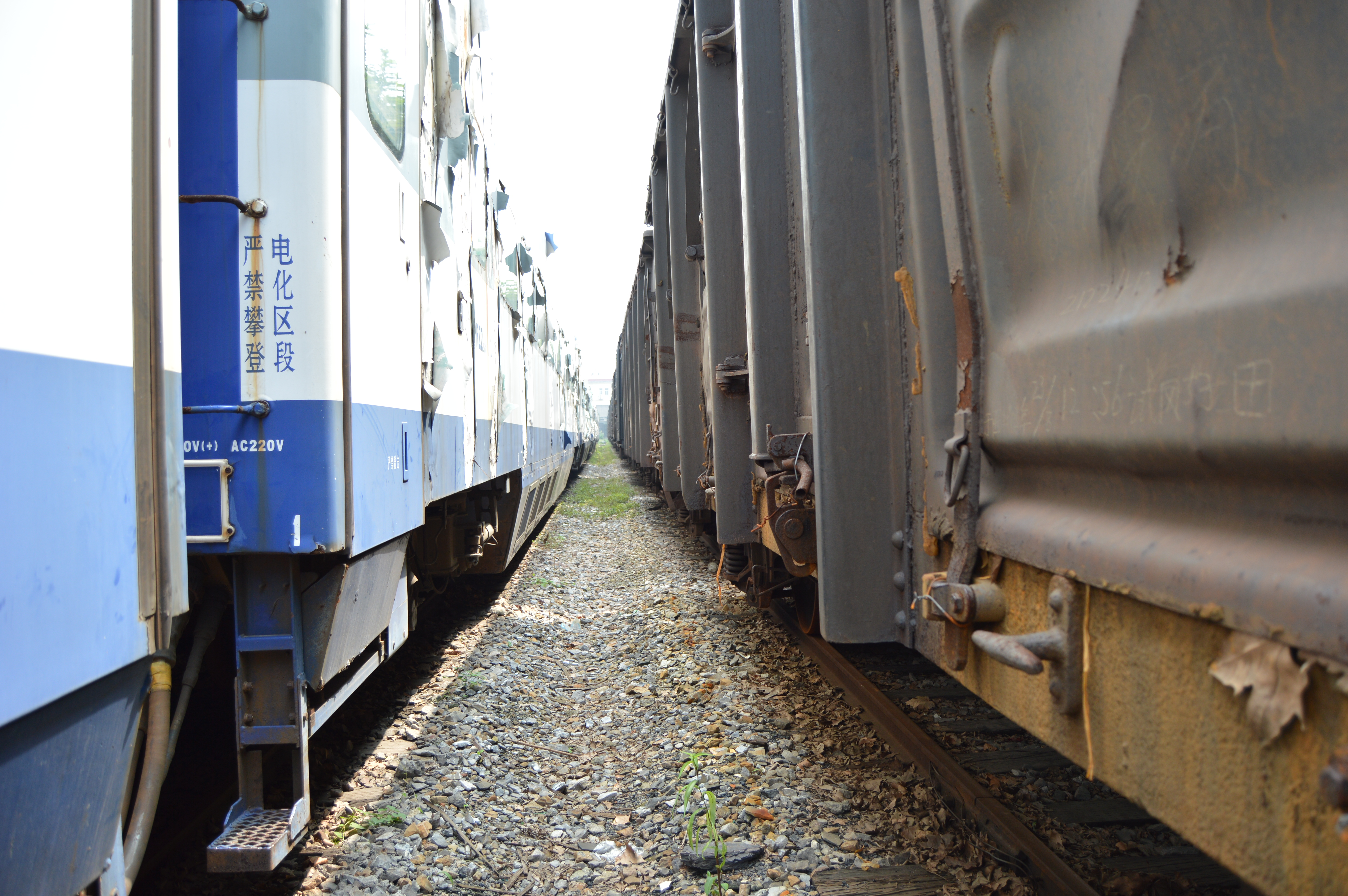
与一侧货车的间隙
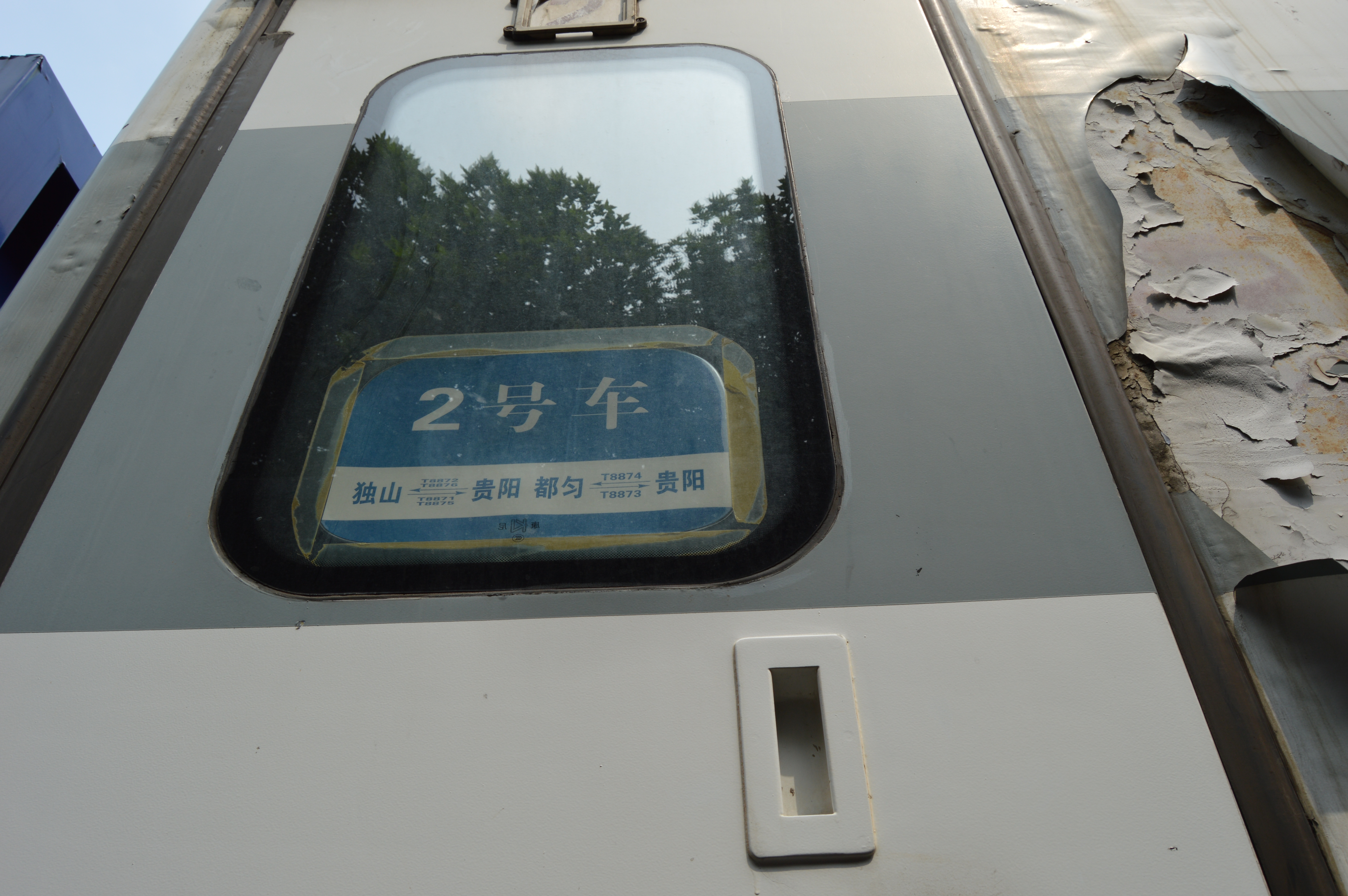
车窗